# Limas
Limas település Franciaországban, Rhône megyében. Lakosainak száma 4749 fő (2022. január 1.). Limas Villefranche-sur-Saône, Pommiers, Anse, Gleizé és Porte des Pierres Dorées községekkel határos.

## Népesség
A település népességének változása:
| Lakosok száma | 4616 | 4708 | 4856 | 4803 | 4843 | 4871 | 4830 | 4790 | 4749 |
|               | 2013 | 2015 | 2016 | 2017 | 2018 | 2019 | 2020 | 2021 | 2022 |